# Comuna Halahora de Sus, Briceni
Comuna Halahora de Sus este o comună din raionul Briceni, Republica Moldova. Este formată din satele Halahora de Sus (sat-reședință), Chirilovca și Halahora de Jos.

## Geografie
Comuna Halahora de Sus are o suprafață totală de 20,31 kilometri pătrați, fiind cuprinsă într-un perimetru de 22,81 km. 
Suprafața totală a localităților din cadrul comunei alcătuiește aproximativ 3,79 kilometri pătrați. Comuna Halahora de Sus se află la 15 km de orașul Briceni, la 36 km de stația de cale ferată Ocnița și la 223 km nord de Chișinău.

## Demografie
Conform datelor recensământului din 2014, comuna are o populație de 1.588 de locuitori.
La recensământul din 2004 erau 1.589 de locuitori, 45,63% fiind bărbați iar 54,37% femei. Compoziția etnică a populația comunei arăta în felul următor: 6,92% - moldoveni, 89,18% - ucraineni, 3,40% - ruși, 0,25% - găgăuzi, 0,25% - alte etnii. În 2004 au fost înregistrate 669 de gospodării casnice, iar mărimea medie a unei gospodării era de 2,4 persoane.

## Administrație și politică
Componența Consiliului local Halahora de Sus (9 consilieri), ales la 5 noiembrie 2023, este următoarea:
|  | Partid                                       | Consilieri | Componență | Componență | Componență | Componență | Componență | Componență | Componență |
|  | -------------------------------------------- | ---------- | ---------- | ---------- | ---------- | ---------- | ---------- | ---------- | ---------- |
|  | Partidul Socialiștilor din Republica Moldova | 7          |            |            |            |            |            |            |            |
|  | Partidul Acțiunii Comune – Congresul Civic   | 1          |            |            |            |            |            |            |            |
|  | Partidul Comuniștilor din Republica Moldova  | 1          |            |            |            |            |            |            |            |